# 釜山港へ帰れ
「釜山港へ帰れ」（プサンハンへかえれ）は、チョー・ヨンピルの楽曲。黄善雨（黄善友とも表記）が作詞・作曲した大韓民国の歌謡曲（トロット）。日本では渥美二郎がカバーしたものが有名である。

## 概要
- 1972年2月、チョー・ヨンピルが『女学生のためのチョー・ヨンピル ステレオヒットアルバム』（여학생을 위한 조용필 스테레오 힛트 앨범） で発表した。1976年、チョーが歌詞を改めて再レコーディングしたものが韓国国内で大ヒットした[1]。本国韓国ではチェウニをはじめ約60人の歌手がカバーしており、また釜山に本拠地を置くプロ野球チームロッテ・ジャイアンツのコンバットマーチとして、広く歌われている曲である。

- 三佳令二による日本語版の作詞では、釜山港で帰ってこない男性を待つ女性の心情が歌われているが、原詞（チョーが再レコーディングしたときの歌詞）では（日本へ）行ってしまったきり帰ってこない兄弟が歌われている。黄善雨によると自身の失恋の経験から当初の歌詞を書き、チョーが再レコーディングしたときの歌詞は、1975年に韓国政府による朝鮮総連系の在日朝鮮人の祖国墓参運動が始まったとき、釜山港で在日僑胞のおばさんたちを見かけて書いたという[2]。

- 原題を直訳すると「帰ってこい釜山港へ」（「帰ってきてよ、釜山港へ」[1]）となり、訳題は倒置されている。

## 日本での受容
- 日本では1977年に、李成愛のLP『納沙布岬/演歌の源流を探る』に収録された。これが本楽曲が日本に紹介された最初とされる[3]。続いて水野浩二が自主制作アルバムにまったく別な訳詩で収録し、のちのシングル盤（日本プリンスレコード NPS-1082　三佳令二訳）では水野が日本人で初めてレコーディングしたと書かれている。1979年に、殿さまキングス（殿キン）が「泪の波止場」というタイトルでシングルを発売した。殿キン版の歌詞はほぼ大部分が「釜山港へ帰れ」（の訳詞）と同じではあるが、釜山港というフレーズの部分は違う歌詞となっていた（作詞者は同じく三佳令二である）。

- さらに日本では1983年、チョー・ヨンピルが来日時にNHKで歌い注目され、16人の歌手による競作となる[4][2]。中でも渥美二郎が歌ったものが70万枚を超える[5]（または80万枚[4]）大ヒットとなったほか、チョーが歌ったものが26万枚[4]、李成愛が歌ったものが20万枚[4]を売り上げ、競作累計では150万枚以上[4]を売り上げた。また、CBS・ソニーでは200万枚、競作累計では300万枚近くを売り上げたとする文献もある[2]。

- 藤圭子、森昌子[6]、桂銀淑、ジェロもこの曲をカバーした。シングルとして発売したものは渥美やチョー、李の他、美川憲一、増位山太志郎、日野美歌、内田あかり、北原ミレイ、松浦真弓、山口順子、水野浩二、川西杏（「釜山港へ帰れ（泪の波止場）」の曲名）らがいる。また異色的にポール・モーリアによるインストゥルメンタル版のシングルもリリースされている。なお、日野（A面曲は「想い出グラス」）、松浦（A面曲は「盛り場ぐらし」）はB面扱い。水野はアルバムに収録した後、競作ブームの中でインディーズの日本プリンスレコードからA面でリリースした後、メジャーリリースの「大田ブルース」（ワーナー・パイオニア）のB面に収めている。増位山、北原、李、桂、川西のバージョンは2番が韓国語で歌われている一方、殿キン、渥美、美川、日野、内田、松浦、山口の発売したシングルでは全編日本語詞である。チョーは最初にシングルで出したものは1番が日本語で2番が韓国語だが、1988年4月25日発売のシングル「窓の外の女/釜山港へ帰れ」（ポリスター H10C-30004）に収録されたものは全編日本語詞である。水野は最初にアルバムに収録した物は全編日本語、シングルで出したものはプリンス版がA面が日本語でB面が韓国語、ワーナー版が1番が日本語で2番が韓国語である。

- 1983年11月8日には『NHK歌謡ホール』（NHK総合）にて渥美とチョーが共演[3]。同年11月14日には『夜のヒットスタジオ』（フジテレビ系）にて渥美やチョーをはじめ、殿キン、さくらと一郎、山口、内田、香山しのぶ、北原、松浦、日野とカバーした歌手が大挙集まっての歌唱が行われた。

- 1984年3月22日に行われた1983年度のCBS・ソニー賞（ヒット賞）の授賞式で、この曲を作詞・作曲した黄善雨とCBS・ソニーから発売した歌手の内田と渥美が同賞を受賞した[2]。

- 1984年に松竹と韓振興行の合作で映画化も企画された[7]。監督と脚本が大林宣彦で、共同脚本は桂千穂と内藤誠が担当、桂と内藤で釜山とソウルをロケハンし、第二稿まで書いて台本を印刷したが、中曽根政権下では日韓合作はまだ無理と判断があり企画が流れた[7]。

## 収録曲（チョー・ヨンピル日本盤シングル）
1. ミオ・ミオ・ミオ（にくい・にくい・にくい）　（原題：미워 미워 미워） - 2分37秒
作詞：鄭旭／日本語詞：谷村新司／作曲：鄭豊松／編曲：入江純
2. 釜山港へ帰れ　（原題：돌아와요 부산항에） - 3分20秒
作詞・作曲：黄善雨／日本語詞：三佳令二／編曲：入江純

## 殿さまキングスのシングル
「泪の波止場」（なみだのはとば）は、1979年11月25日に発売された殿さまキングスの22枚目のシングル。

### 収録曲
1. 泪の波止場
作詞：三佳令二／作曲：黄善友／編曲：伊藤雪彦
2. 北国からあなたへ
作詞：千家和也／作曲：徳久広司／編曲：竹村次郎

## 渥美二郎のシングル
「釜山港へ帰れ」（プサンハンへかえれ）は、1983年9月1日に発売された渥美二郎の11枚目のシングル。

### 収録曲
1. 釜山港へ帰れ（3分55秒）
作詞：三佳令二／作曲：黄善友／編曲：只野通泰
2. 流れギター（3分59秒）
作詞・作曲：遠藤実／編曲：斉藤恒夫

## 歌詞盗用問題
- 2004年、この歌の歌詞は、ほかの歌の作詞の盗用であるとして訴えを起こされた[10]。訴訟を起こしたのは歌謡曲「忠武港へ帰れ」（朝鮮語: 돌아와요 충무항에、1970年発表）の作詞者キム・ソンスル（芸名：キム・ヘイル）の母親で、黄善友に対して1億7800万ウォンの損害賠償の支払いと日刊3紙に弁明広告を出すよう求めるものだった[11]。

- 韓国版「釜山港へ帰れ」の歌詞は帰ってこない兄弟を歌っているのに対し、「忠武港へ帰れ」の歌詞は別れた恋人を歌っており、テーマが異なるものの盗用に当たるのかが争点となった[12][11]。なお、「忠武港へ帰れ」の作詞者キム・ソンスルは曲を発表した後に軍へ入隊し[11]、休暇中の1971年12月24日、大然閣ホテル火災事故で死亡していたため、母親が原告となった[10]。

- 2006年、ソウル西部地裁は、原告の主張を一部のみ認めて3000万ウォンの支払を命じる判決を下した[12]。しかし原告側は不服とし控訴し、2007年、ソウル高裁は、原告側が主張した日本国内著作権料などを考慮して損害賠償額を1億6000万ウォンとする和解案を出した[10]。